# Christiane Palm-Hoffmeister
Christiane Palm-Hoffmeister (* 1945 in Nossen, Sachsen) ist eine deutsche Kabarettistin und Autorin. Sie lebt und arbeitet in Syke-Barrien (Niedersachsen).

## Biografie
Palm-Hoffmeister absolvierte nach dem Studium der Psychologie eine Ausbildung als Psychotherapeutin und arbeitete anschließend als solche im Hochschulbereich. Sie wohnt seit 1974 in Syke-Barrien und ist in der Syker Region als kulturell engagierte Persönlichkeit bekannt, die nach dem Tod ihres Ehemannes Marcel Hoffmeister vor allem als Autorin und als Organisatorin von Kleinkunst tätig ist. Sie ist Gründerin des Heinrich-Schmidt-Barrien-Archivs in der Wassermühle Barrien.

## Werke

### Kabarett-Programme als „Duo Stechpalme“
Zusammen mit Marcel Hoffmeister als Duo Stechpalme hat Palm-Hoffmeister von 1987 bis 1997 abendfüllende Kabarettprogramme vor allem im gesamten norddeutschen Raum veranstaltet. Ca. 350 Auftritte, u. a. in Bremen, Bremerhaven, Delmenhorst, Hannover, Hamburg, Berlin, Wismar, Güstrow, Rostock, Essen, Bochum, Stuttgart, Pforzheim, Stuhr und Syke hat sie vorzuweisen.
- Kommt das Menschliche erst mehr in Mode ... (1987)
- Wär' ich bloß nicht so emanzipiert! (1988)
- Frieden ist eine Bombensache. (1989)
- Ich bin eine Frau, die weiß, was er will! (1990)
- Sanatorium unheilbares Deutschland. (1991)
- Nach uns die Zinsflut. (1991/1992/1993)
- Ich machs nur aus Liebe! (1993)
- Man(n) ist immer gut zu den Frauen. (1995)
- Mensch bleib Mensch - und veredle Dir zum Tier. (1996)

### Tonträger
- zusammen mit Marcel Hoffmeister: Schöne Aussichten. 13 eigene Chansons. (CD), 1991

### Buchveröffentlichungen
- mit KIKE (Collagen): Schnittstellen des Glücks. Texte und Collagen. Kellner Verlag, Bremen / Boston 2011, 128 S. m. zahlr. Abb.; ISBN 978-3-939928-64-5
- Ende gut. Alles!? Romancollage. Kellner Verlag, Bremen 2017, ISBN 978-3-95651-157-8

### Beiträge zu Buchveröffentlichungen
Seit 1977 schreibt Palm-Hoffmeister Gedichte.
- 20 Gedichte. In: FrauenLebenKunst. Worte & Zeichen. Eine Dichterin auf Entdeckungsreise zu Künstlerinnen ihres Lebensraumes. (Anthologie; Hrsg.: Christiane Palm-Hoffmeister), Bremen/Boston 2001, 72 S. m. zahlr. Abb.; ISBN 3-927155-78-0
- Lyrik und Prosa. In: (Autorinnenkollektiv; Hrsg.: Christiane Palm-Hoffmeister): FrauenZimmerSchreiben. Texte & Räume. (Anthologie), Bremen/Boston 2004; 128 S. m. zahlr. Abb.; ISBN 3-927155-66-7
- Biografische Notizen. In: (Autorinnenkollektiv; Hrsg.: Christiane Palm-Hoffmeister): FrauenZimmerSchreiben - Texte & Räume. (Anthologie), Bremen/Boston; 2004, S. 119